# Theodor Spieker
Theodor Spieker (Päwesin, 8 de agosto de 1823 – Potsdam, 9 de abril de 1913) foi um matemático alemão, que lecionou em um ginásio em Potsdam.
Seu livro texto sobre geometria, Lehrbuch der ebenen Geometrie mit Übungs-Aufgaben für höhere Lehranstalten (Verlag von August Stein, Potsdam, 1862) foi republicado em várias edições. Uma cópia deste livro foi dada a Albert Einstein por seu tutor quando Einstein tinha doze anos de idade, o que imediatamente levou Einstein a interessar-se por matemática superior.
Spieker é epônimo da circunferência de Spieker de um triângulo (a circunferência inscrita em seu triângulo medial) e do ponto de Spieker (o centro da circunferência de Spieker).